# Chlorion viridicoeruleum
Chlorion viridicoeruleum är en biart som beskrevs av Lepeletier de Saint Fargeau och Audinet-serville 1828. Chlorion viridicoeruleum ingår i släktet Chlorion och familjen grävsteklar. Inga underarter finns listade i Catalogue of Life.